# Cubillas de los Oteros
Cubillas de los Oteros település Spanyolországban, León tartományban. Lakosainak száma 137 fő (2024).

## Földrajza
Cubillas de los Oteros Cabreros del Río, Corbillos de los Oteros, Pajares de los Oteros és Fresno de la Vega községekkel határos.

## Népesség
A település lakosságának változását az alábbi diagram mutatja:
| Lakosok száma | 206  | 192  | 192  | 174  | 154  | 153  | 152  | 141  | 137  | 137  |
|               | 2001 | 2004 | 2007 | 2009 | 2012 | 2014 | 2017 | 2019 | 2022 | 2024 |